# Ungarische Traubige
Die Ungarische Traubige (Újfehértói fürtös) ist eine alte Kultursorte der Sauerkirsche (Prunus cerasus). Aus dieser genetisch diverseren Sorte wurden auch einzelne benannte Hochleistungs-Klone ausgelesen, zum Beispiel die Selektion „Kindelbrück“.

## Beschreibung

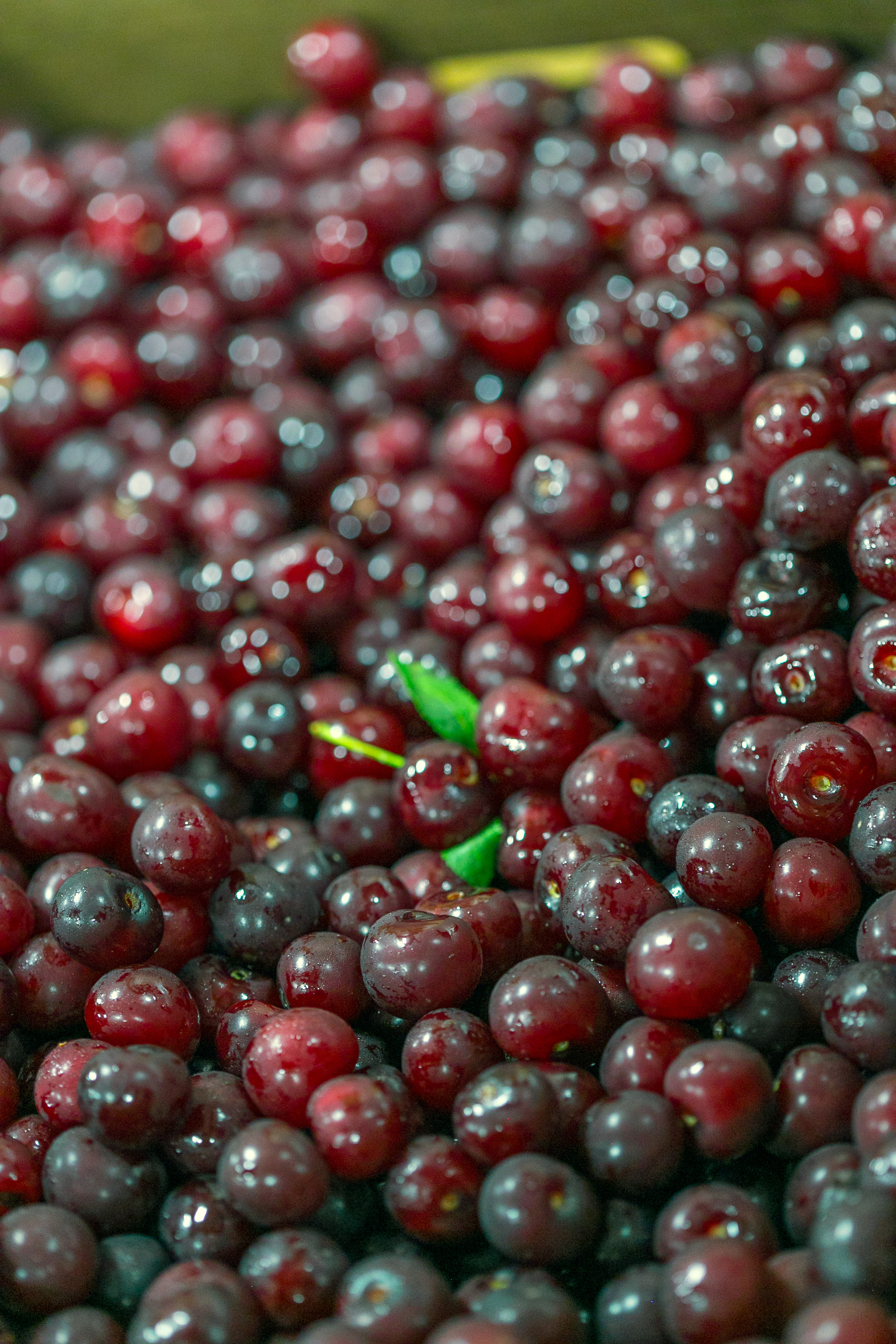
Reife Früchte

Die Bäume sind sehr wüchsig und entwickeln breite, mitteldichte Kronen. Anfälligkeiten für Nekrotisches Ringflecken-Virus und Spitzendürre sind gering. Das glänzend dunkelgrüne Laub erscheint besonders gesund.
Die Früchte reifen in der (siebten) achten Kirschwoche und sind dann sehr dunkel gefärbt. Mit durchschnittlich 16,58 mm Höhe, 19,7 mm Breite und 4,78 Gramm Masse sind sie (zumindest in Kroatien) vergleichsweise klein. Die teils mit Stielblättchen versehenen Stiele sind mit 43,26 ± 2,87 mm lang und lösen sich trocken von der Frucht. Das reife Fleisch ist mittelfest, sehr saftig und löst nur mäßig gut vom Stein. Es hat einen guten, aromatischen Geschmack mit vergleichsweise hoher Süße und weniger Säure.

## Qualitäten
Die Sorte gilt als robust und wüchsig. Die Winterhärte ist vergleichsweise gering, eher auf einem für Süßkirschen typischen Niveau.
Gegenüber Spitzenauslesen der Schattenmorelle als Standard-Vergleich in Sachen Ertragsleistung kommt die Thüringer Spitzenauslese der Ungarischen Traubigen (auf guten Böden) auf ähnliche Werte, bei besserer, wenngleich für fungizidfreien Anbau immer noch unzureichender Monilia-Resistenz. Es ist eine gewisse Selbstfruchtbarkeit vorhanden, für zuverlässig hohe Erträge ist jedoch Fremdbestäubung entscheidend. Säuregehalt und Aroma empfehlen die Früchte besonders für Frischverzehr.

## Bedeutung
Das extrem hohe Ertragspotenzial, die Eignung für maschinelle Ernte und die Fruchteigenschaften machen die robuste Kultur auch heutzutage kommerziell sehr interessant. Die Früchte eignen sich besonders für den Frischmarkt, aber auch zur (bei Sauerkirschen wesentlich häufigeren) Verarbeitung. Robustheit, Wüchsigkeit, Steinlöslichkeit und Fruchtqualität machen sie zu einer potenziellen Alternative zur Schattenmorelle. Die Früchte lösen sich gut vom Stiel und eignen sich für maschinelle Ernte.

## Geschichte
Sie stammt aus der Umgebung des Dorfes Újfehértó im östlichen Ungarn. Für den standardisierten Anbau in großen Kollektivbetrieben führte das Landwirtschaftliche Forschungsinstitut der kommunistischen Nachkriegsregierung ein Sortenscreening durch, für das landesweit Material gesammelt wurde. Sie ging daraus als Siegersorte hervor und wurde dann 1970 landesweit eingeführt. Später fand sie auch weltweite Verbreitung. Für die 1984 erfolgte Einführung in den USA bekam sie den Namen „Balaton“ (nach dem ungarischen (Platten-)See), ausgewählt nach Aussprechbarkeit für englische Muttersprachler.